# Küçükcamili, Alaca
Küçükcamili là một xã thuộc huyện Alaca, tỉnh Çorum, Thổ Nhĩ Kỳ. Dân số thời điểm năm 2010 là 12 người.